# Rombouten (familie)
De rombouten (Gomphidae) vormen een familie van libellen uit de onderorde van de echte libellen (Anisoptera).
Een kenmerk van de rombouten is dat ze van de echte libellen de enige familie zijn met duidelijk van elkaar gescheiden facetogen. De afstand tussen de ogen is echter kleiner dan de doorsnede van een oog, anders dan bij de juffers (Zygoptera), waarbij die afstand relatief veel groter is. De ocelli (enkelvoudige ogen) staan min of meer in een rechte lijn. De driehoekscellen in de voor- en achtervleugel zijn gelijk. De basis van de achtervleugel is bij de mannetjes hoekig en bij de vrouwtjes afgerond. Het einde van het achterlijf is bolvormig / breed uitlopend, met name bij het mannetje. Mannetjes hebben  "oortjes" aan de zijkanten van de tweede achterlijfssegmenten. De rombouten hebben een vaste rustplaats. 

## Geslachten
- Acrogomphus Laidlaw, 1925
- Agriogomphus Selys, 1869
- Amphigomphus Chao, 1954
- Anisogomphus Selys, 1858
- Anomalophlebia Belle, 1995
- Anormogomphus Selys, 1854
- Antipodogomphus Fraser, 1951
- Aphylla Selys, 1854
- Archaeogomphus Williamson, 1919
- Arigomphus Needham, 1897
- Armagomphus Carle, 1986
- Asiagomphus Asahina, 1985
- Austroepigomphus Fraser, 1953
- Austrogomphus Selys, 1854
- Brasiliogomphus Belle, 1995
- Burmagomphus Williamson, 1907
- Burmalindenia Schädel & Bechly, 2016
- Cacoides Cowley, 1934
- Ceratogomphus Selys, 1854
- Cornigomphus Martin, 1907
- Crenigomphus Selys, 1892
- Cyanogomphus Selys, 1873
- Cyclogomphus Selys, 1854
- Davidioides Fraser, 1924
- Davidius Selys, 1878
- Desmogomphus Williamson, 1920
- Diaphlebia Selys, 1854
- Diastatomma Burmeister, 1839
- Dromogomphus Selys, 1854
- Dubitogomphus Fraser, 1940
- Ebegomphus Needham, 1944
- Eogomphus Needham, 1941
- Epigomphus Hagen in Selys, 1854
- Erpetogomphus Selys, 1858
- Euthygomphus Kosterin, 2016
- Fukienogomphus Chao, 1954
- Gastrogomphus Needham, 1941
- Gomphidia Selys, 1854
- Gomphidictinus Fraser, 1942
- Gomphoides Selys, 1854
- Gomphurus Needham, 1901
- Gomphus Leach, 1815 – Rombouten
- Hagenius Selys, 1854
- Heliogomphus Laidlaw, 1922
- Hemigomphus Selys, 1854
- Hylogomphus Needham, Westfall & May, 2000
- Ictinogomphus Cowley, 1934
- Idiogomphoides Belle, 1984
- Isomma Selys, 1892
- Labrogomphus Needham, 1931
- Lamelligomphus Fraser, 1922
- Lanthus Needham, 1897
- Leptogomphus Selys, 1878
- Lestinogomphus Martin, 1911
- Libyogomphus Fraser, 1926
- Lindenia de Haan, 1826 – Vaandeldragers
- Macrogomphus Selys, 1858
- Malgassogomphus Cammaerts, 1987
- Mattigomphus Karube & Kosterin, 2018
- Megalogomphus Campion, 1923
- Melanocacus Belle, 1986
- Melligomphus Chao, 1990
- Merogomphus Martin, 1904
- Microgomphus Selys, 1858
- Neogomphus Selys, 1858
- Nepogomphoides Fraser, 1934
- Nepogomphus Fraser, 1934
- Neurogomphus Karsch, 1890
- Nihonogomphus Oguma, 1926
- Notogomphus Selys, 1858
- Nychogomphus Carle, 1986
- Octogomphus Selys, 1873
- Odontogomphus Watson, 1991
- Onychogomphus Selys, 1854 – Tanglibellen
- Ophiogomphus Selys, 1854 – Gaffellibellen
- Orientogomphus Chao & Xu, 1987
- Paragomphus Cowley, 1934 – Haaklibellen
- Perigomphus Belle, 1972
- Perissogomphus Laidlaw, 1922
- Peruviogomphus Klots, 1944
- Phaenandrogomphus Lieftinck, 1964
- Phanogomphus Carle, 1986
- Phyllocycla Calvert, 1948
- Phyllogomphoides Belle, 1970
- Phyllogomphus Selys, 1854
- Platygomphus Selys, 1854
- Praeviogomphus Belle, 1995
- Progomphus Selys, 1854
- Scalmogomphus Chao, 1990
- Shaogomphus Chao, 1984
- Sieboldius Selys, 1854
- Sinictinogomphus Fraser, 1939
- Sinogomphus May, 1935
- Stylogomphus Fraser, 1922
- Stylurus Needham, 1897 – Rivierrombouten
- Tibiagomphus Belle, 1992
- Tragogomphus Sjöstedt, 1900
- Trigomphus Bartenev, 1911
- Zephyrogomphus Watson, 1991
- Zonophora Selys, 1854

### Soorten in Europa
In Europa komen 12 soorten voor, waarvan 5 in het noordwestelijke deel.
- Geslacht Gomphus (Rombouten)
  - Beekrombout (Gomphus vulgatissimus)
  - Plasrombout (Gomphus pulchellus)
  - Rivierrombout (Gomphus flavipes)
- Geslacht Ophiogomphus (Gaffellibellen)
  - Gaffellibel (Ophiogomphus cecilia )
- Geslacht Onychogomphus (Tanglibellen)
  - Kleine tanglibel (Onychogomphus forcipatus)

## Afbeeldingen

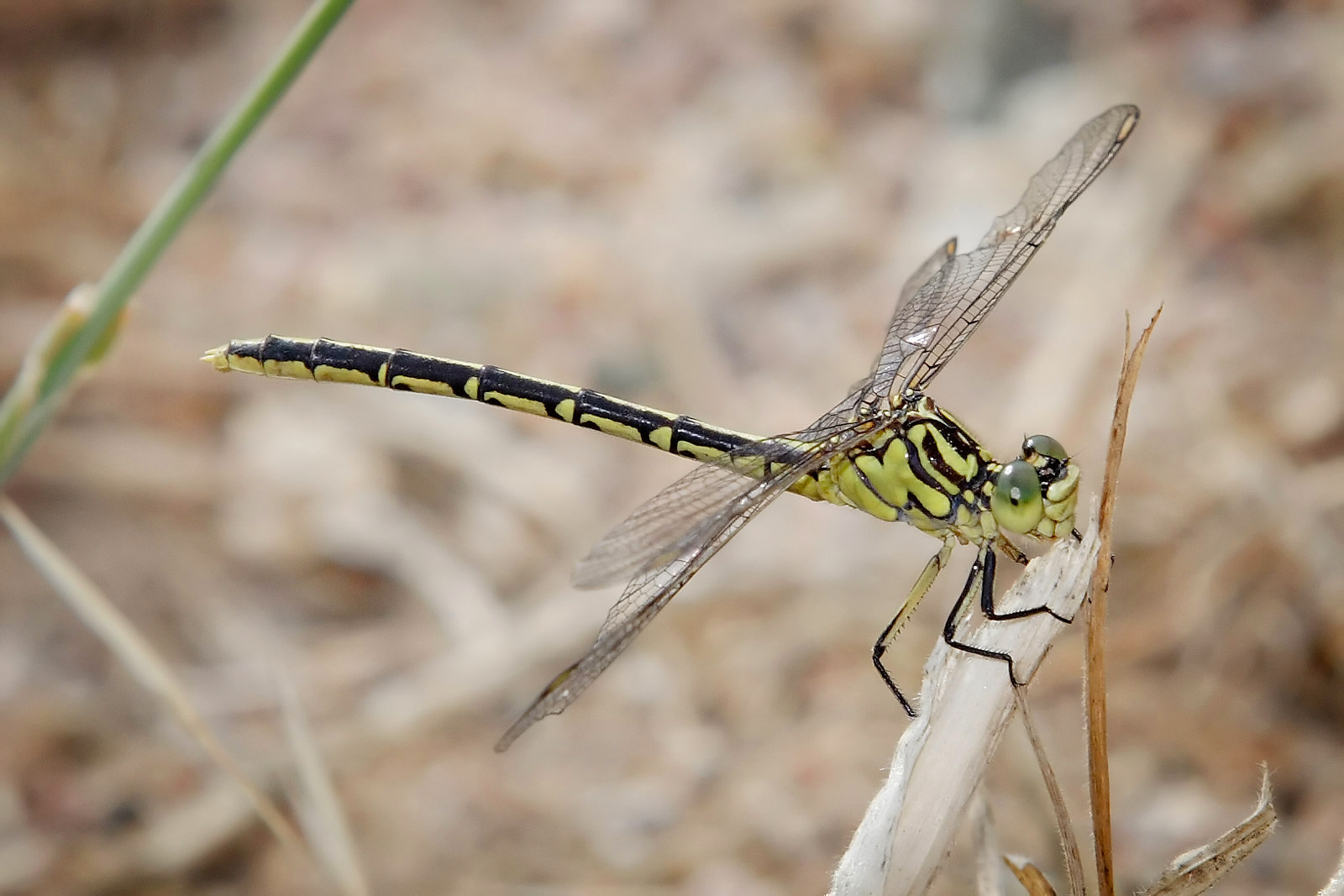
Austrogomphus guerini
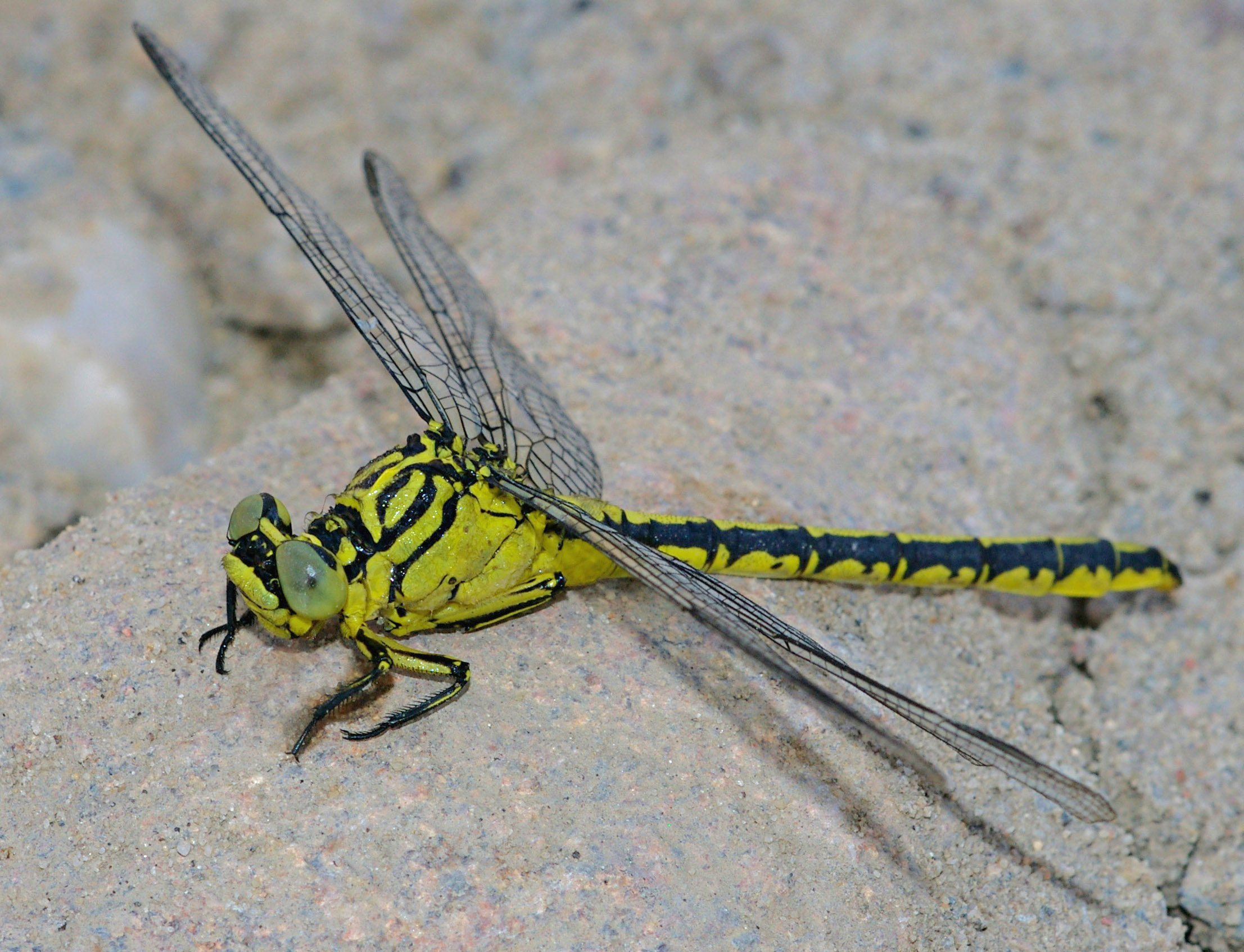
Gomphus flavipes
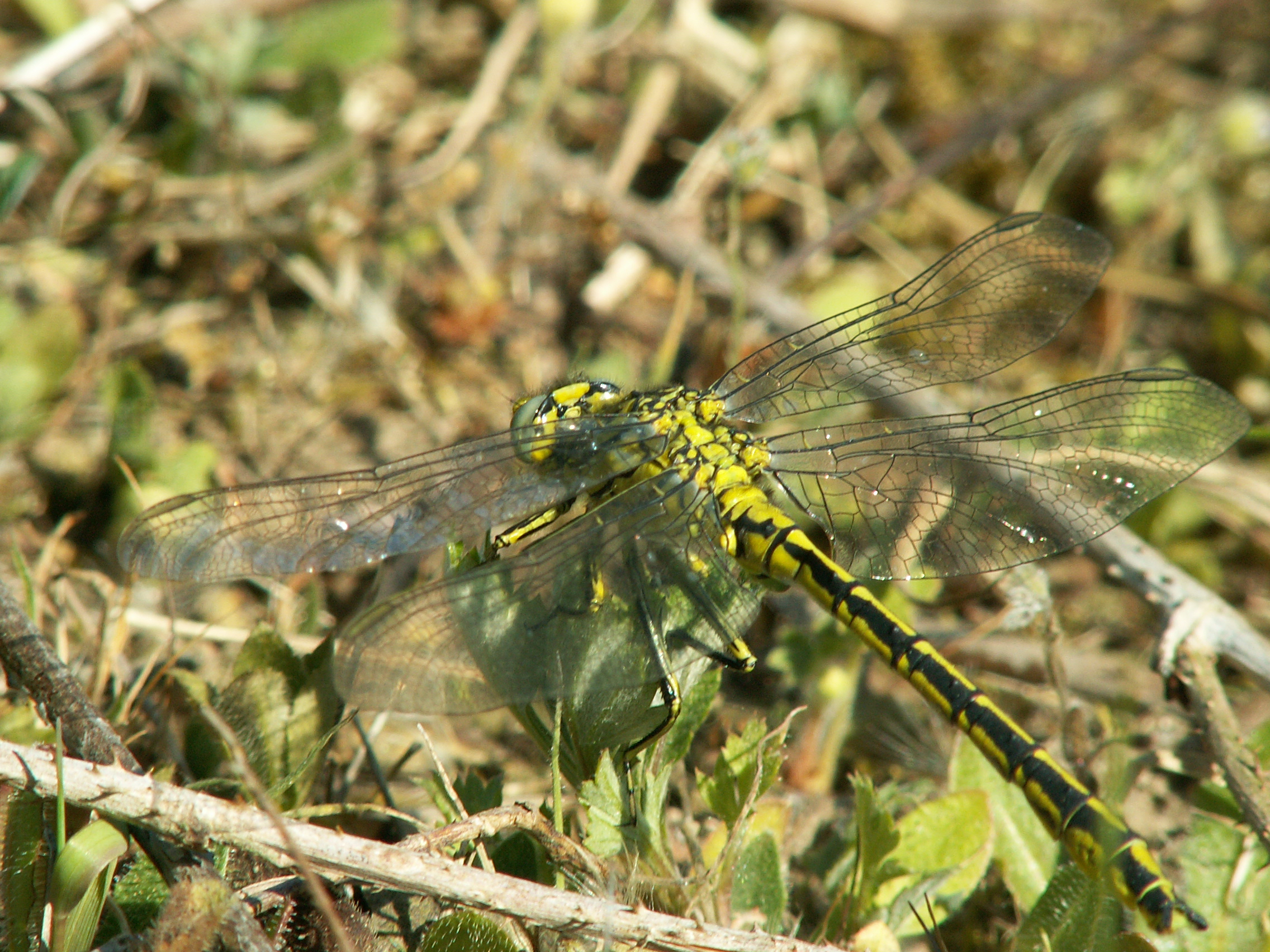
Gomphus pulchellus
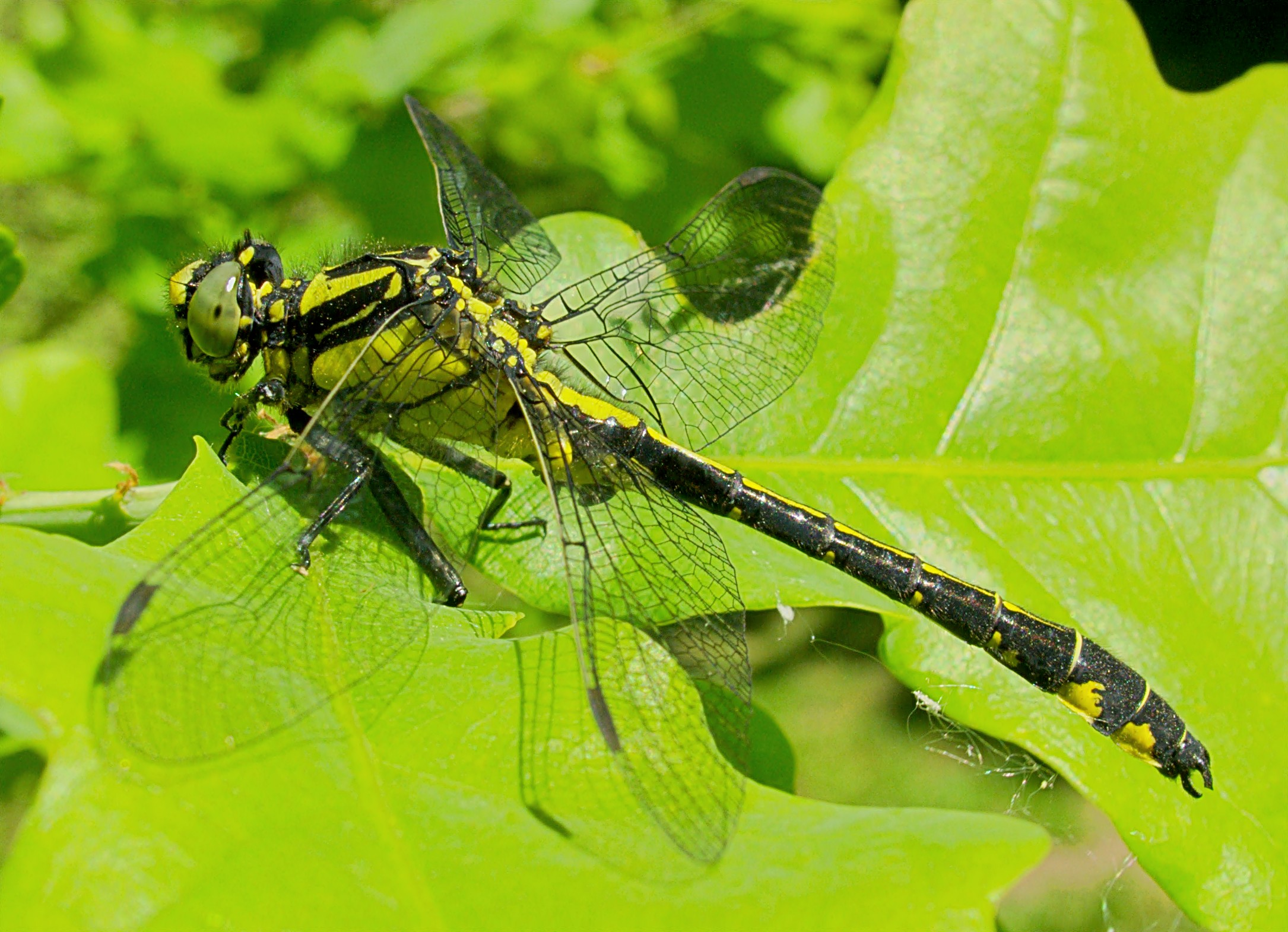
Gomphus vulgatissimus
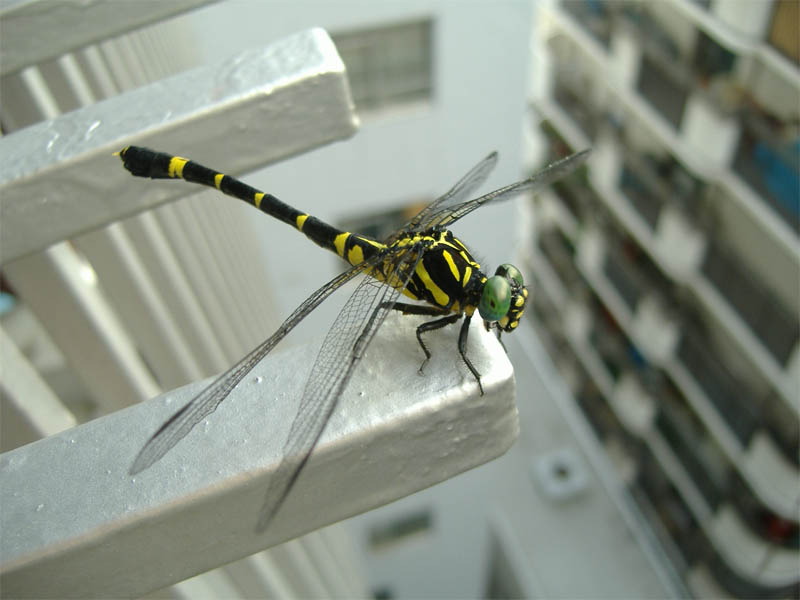
Sieboldius albardae
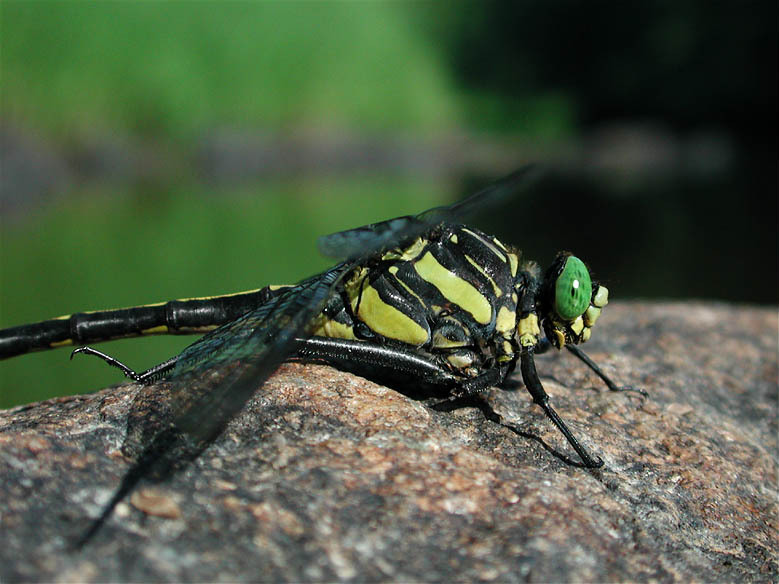
Hagenius brevistylus
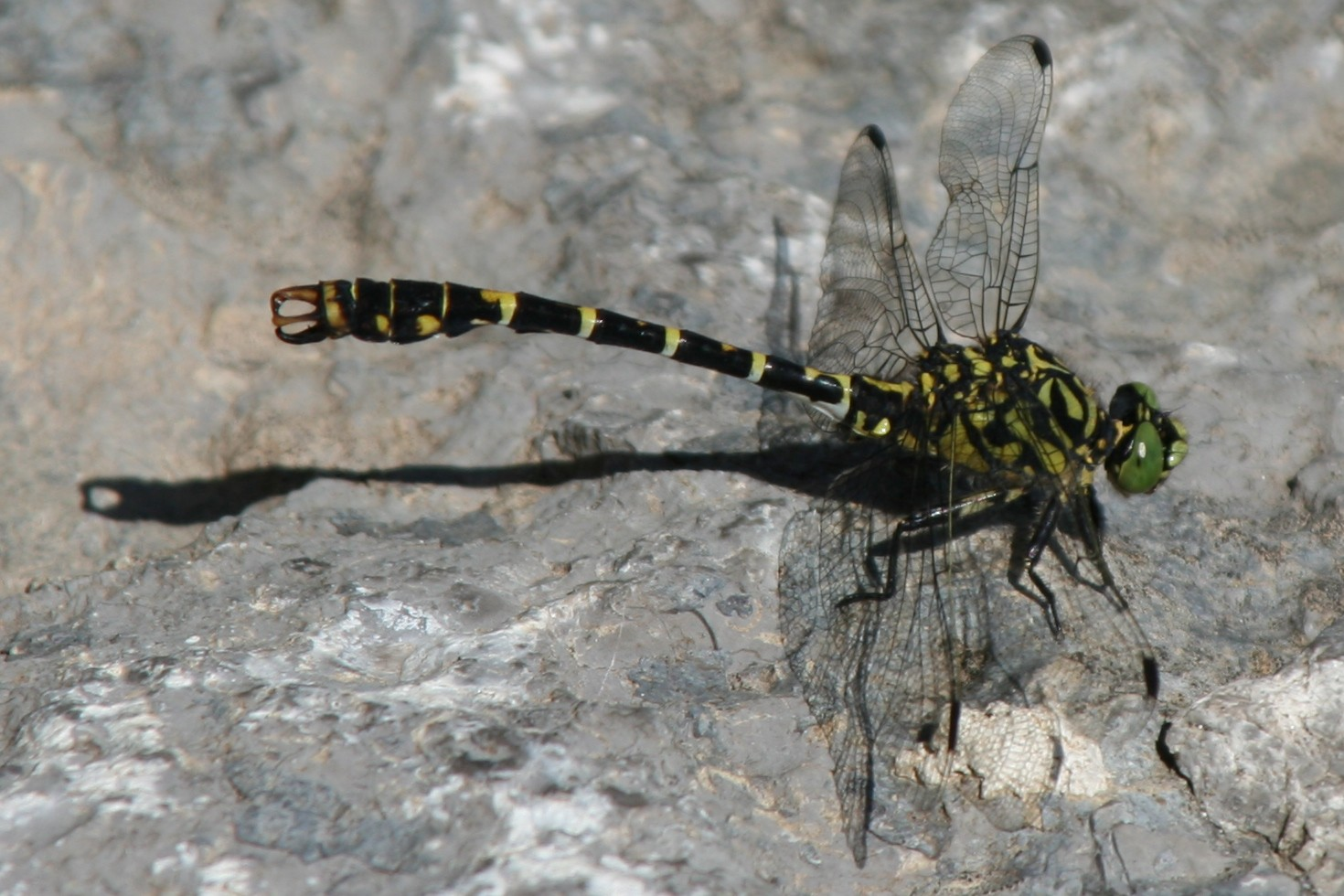
Onychogomphus forcipatus
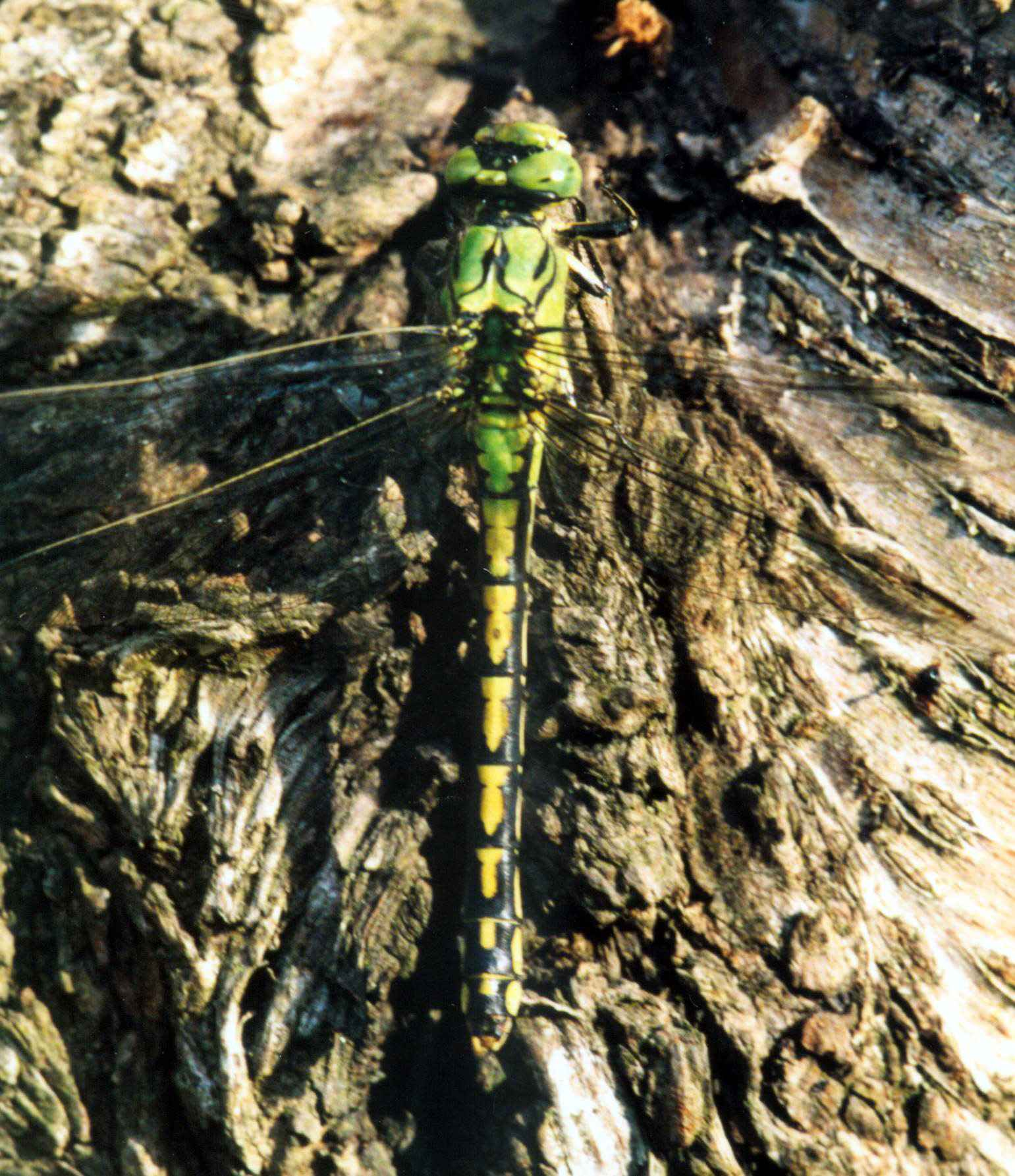
Ophiogomphus cecilia
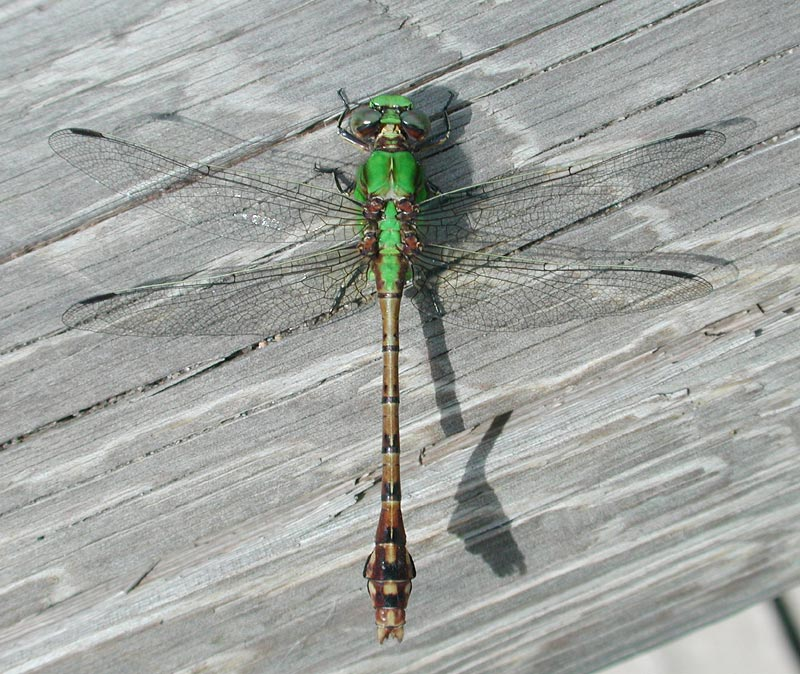
Ophiogomphus rupinsulensis
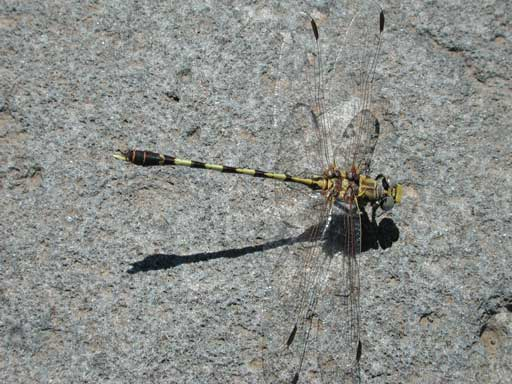
Progomphus borealis